# Shang Zhong Ding
Zhong Ding (中丁; Zhōng Dīng) var en kinesisk kung över den forna Shangdynastin. Zhong Ding regerade under nio år, under äldre halvan av 1300-talet f.Kr. Zhong Ding personnamn var Zhuang (莊) och han titulerades i orakelbensskriften och Shiji med sitt postuma tempelnamn "中丁" (Zhong Ding). I Bambuannalerna skrevs hans namn "仲丁" (Zhong Ding). Enligt orakelbensskriften fick han även postumt namnet Sanzu Ding (三祖丁).
Enligt orakelbensskriften tillträdde Zhong Ding som kung över Shangdynastin efter sin farbror Yong Ji, men enligt Shiji och Bambuannalerna tillträdde Zhong Ding efter sin far Tai Wu. Zhong Ding flyttade under sitt första regentår Shangdynastins huvudstad till Ao (隞) vid Gula floden. Under sitt sjätte år vid makten gjorde han en militär kampanj mot Blå barbarerna (蓝夷). Zhong Ding efterträddes efter sin död av sin bror Wai Ren.